# Guillaume Louis Bocquillon Wilhem
Guillaume Louis Bocquillon Wilhem (París, 18 de desembre de 1781 – idm. 26 d'abril de 1842), fou un compositor, pedagog i filantrop francès.
Després d'haver desenvolupat diverses feines es dedicà a l'ensenyança de la música en la forma mútua. El 1819 organitzà l'ensenyança musical en les escoles primàries, el 1820 creà un curs en l'Escola Politècnica, i per acabar fou nomenat director de l'ensenyança de cant de la universitat. El 1833 reuni tots els alumnes de les escoles de cant formant amb ells un cor i donant diversos concerts populars que assoliren gran èxit.
Posà música a nombroses poesies de destins autors i escriví: Guide de la méthode élémentaire et analytique de musique et de chant (París, 1821), Manuel musical à l'usatge des collèges, etc. (París, 1836), Melodies des Psaumes (París, 1836), i una col·lecció de composicions per a cor titulada L'Orphéon (París, 1837).